# Steve Leach
Stephen Morgan „Steve“ Leach (* 16. Januar 1966 in Cambridge, Massachusetts) ist ein ehemaliger US-amerikanischer Eishockeyspieler und derzeitiger -scout, der während seiner aktiven Karriere zwischen 1984 und 2001 unter anderem 794 Spiele für die Washington Capitals, Boston Bruins, St. Louis Blues, Carolina Hurricanes, Ottawa Senators, Phoenix Coyotes und Pittsburgh Penguins in der National Hockey League auf der Position des rechten Flügelstürmers bestritten hat. Seit der Saison 2008/09 ist er als Scout bei den Calgary Flames in der NHL tätig.

## Karriere
Steve Leach wurde in Cambridge geboren und spielte dort in seiner Jugend für das Team der Matignon High School. Im NHL Entry Draft 1984 wurde der rechte Flügelstürmer an 34. Position von den Washington Capitals ausgewählt, bevor er sich wenig später an der University of New Hampshire einschrieb. Nach 37 Scorerpunkten in 41 Spielen als Freshman wählte man den US-Amerikaner 1985 ins All-Rookie Team der Hockey East, bevor er bereits im Jahr darauf mit 17 Einsätzen bei den Washington Capitals in der National Hockey League (NHL) debütierte. Die Folgesaison 1986/87 verbrachte der Angreifer allerdings hauptsächlich beim Farmteam der Capitals, den Binghamton Whalers, in der American Hockey League (AHL), ehe eine nahezu komplette Spielzeit im Dress der Nationalmannschaft folgte.
Mit Beginn der Saison 1988/89 etablierte sich Leach im NHL-Aufgebot der Capitals und produzierte dort in den folgenden drei Jahren jeweils um die 30 Punkte. Im Juni 1991 gaben ihn die Capitals jedoch an die Boston Bruins ab und erhielten im Gegenzug Randy Burridge. In den ersten beiden Spielzeiten in Boston erreichte der Stürmer seine mit Abstand besten persönlichen Statistiken, so kam er auf 60 bzw. 51 Scorerpunkte. An diese Leistungen konnte er in der Folge, unter anderem aufgrund von Verletzungen und reduzierter Einsatzzeit, nicht anknüpfen, sodass er während seiner fünften Spielzeit in Boston im März 1996 an die St. Louis Blues abgegeben wurde, die im Gegenzug Kevin Sawyer und Steve Staios nach Washington schickten.
Bereits im Juni 1997 transferierten die Blues Leach, der in über einem Jahr nur auf 31 Einsätze gekommen war, zu den Carolina Hurricanes, die ihrerseits Oleksandr Hodynjuk und ihr Sechstrunden-Wahlrecht im NHL Entry Draft 1998 abgaben. Nach einer Spielzeit wurde sein auslaufender Vertrag dort jedoch nicht verlängert, sodass er die Saison 1998/99 über die Free Agency bei den Ottawa Senators und Phoenix Coyotes bzw. ihren jeweiligen Farmteams verbrachte. Ebenfalls als Free Agent kam der Angreifer im Oktober 1999 zu den Pittsburgh Penguins, bei denen er mit 56 Einsätzen noch einmal regelmäßiger auf dem Eis stand. Nach nur zwei Spielen für die Louisville Panthers aus der AHL in der Saison 2000/01 beendete er seine aktive Karriere.
Insgesamt kam Leach in der NHL auf 794 Spiele und erzielte bei 283 Scorerpunkten 130 Tore. Nachdem er in gleicher Funktion in der Saison 2006/07 für die Philadelphia Flyers tätig gewesen war, fungiert er seit der Spielzeit 2008/09 als Scout bei den Calgary Flames.

### International
Für sein Heimatland spielte Leach im Rahmen der Junioren-Weltmeisterschaften zwischen 1984 und 1986 drei Jahre in Folge für die US-amerikanische U20-Auswahl. Dabei führte er die Mannschaft nach jeweils sechsten Plätzen in den Jahren 1984 und 1985 mit elf Scorerpunkten zur Bronzemedaille im Jahr 1986. Er war damit siebtbester Scorer des gesamten Turniers und bester der Mannschaft.
Für die A-Nationalmannschaft lief Leach – neben zahlreichen Testspielen in der Saison 1987/88 – bei den Olympischen Winterspielen 1988 im kanadischen Calgary auf. Das Team USA belegte dort den siebten Rang, wozu der Stürmer ein Tor und zwei weitere Vorlagen beisteuerte.

## Erfolge und Auszeichnungen
- 1985 Hockey East All-Rookie Team
- 1986 Bronzemedaille bei der Junioren-Weltmeisterschaft

## Karrierestatistik

### International
Vertrat die USA bei:
- Junioren-Weltmeisterschaft 1984
- Junioren-Weltmeisterschaft 1985
- Junioren-Weltmeisterschaft 1986
- Olympischen Winterspielen 1988

(Legende zur Spielerstatistik: Sp oder GP = absolvierte Spiele; T oder G = erzielte Tore; V oder A = erzielte Assists; Pkt oder Pts = erzielte Scorerpunkte; SM oder PIM = erhaltene Strafminuten; +/− = Plus/Minus-Bilanz; PP = erzielte Überzahltore; SH = erzielte Unterzahltore; GW = erzielte Siegtore; 1 Play-downs/Relegation; Kursiv: Statistik nicht vollständig)

## Persönliches
Sein Neffe Jay Leach war ebenfalls professioneller Eishockeyspieler.